# Terminator (comics)
Pour les articles homonymes, voir Terminator (homonymie).
Plusieurs séries de comics basées sur l'univers des films Terminator ont été publiées par différent éditeurs.

## Dark Horse Comicset DC Comics
One shots
- Terminator (1991)
- The Terminator Special (1998)

Mini-séries
- The Dark Years (4 volumes 1999)
- Endgame (3 volumes 1992)
- The Enemy Within (4 volumes 1991-92)
- Hunters and Killers (3 volumes 1992)
- Tempest (4 volumes 1990)
- RoboCop versus The Terminator (1992)
- Superman vs. The Terminator: Death to the Future (4 volumes 1999-2000)

## Delcourt
Mini-série
- Terminator Renaissance (préquelle au film Terminator Renaissance, 2009)

## Malibu Comics
Mini-séries
- Cybernetic Dawn (5 volumes 1995-1996)
- Nuclear Twilight (5 volumes 1995-1996)

## Marvel Comics
Mini-série
- Terminator 2 (1991)

## Soleil US Comics
Mini-séries
- Terminator: 2029 (2012)
- Terminator: 1984 (2012)

## Wetta WorldWide
Mini-série
- Aliens vs Predator vs Terminator (2007)
- Scénariste : Mark Schultz
- Dessinateur : Mel Rubi
- (ISBN 978-2353090136)

## Zenda
Dans la collection « Écran total » :
Adaptation du film
T2 Le Jugement Dernier (1991)
- Scénariste : Gregory Wright
- Dessinateur : Klaus Janson
- (ISBN 2876871084)

Mini-séries
Terminator (1991)
- Scénariste : John Arcudi
- Dessinateur : Chris Warner
  - Tome 1  (ISBN 2-87687-090-8)
  - Tome 2  (ISBN 2876870967)

Objectif secondaire (1992)
- Scénariste : James Robinson
- Dessinateur : Paul Gulacy
  - Tome 1  (ISBN 2876870908)
  - Tome 2  (ISBN 2-87687-116-5)

## Dynamite Entertainment
Terminator 2 : Infinity  #1-4 2007 de Simon Furman, Nigel Raynor, covers par Pat Lee, Stjepan Sejic and Nigel Raynor.